# Putanges-Pont-Écrepin

Putanges-Pont-Écrepin este o comună în departamentul Orne, Franța. În 1 ianuarie 2018 avea o populație de 997 de locuitori.